# Мускулешти (Горж)
Мускулешти (рум. Musculești) насеље је у Румунији у округу Горж у општини Барбатешти. Oпштина се налази на надморској висини од 175 m.

## Становништво
Према подацима из 2002. године у насељу је живело 395 становника, од којих су сви румунске националности.